# 孫星
孫星（1532年—？），字少陽，號海若、仰薇，浙江杭州府海寧縣人，民籍，明朝政治人物。

## 生平
嘉靖三十一年（1552年）壬子科浙江鄉試第六十六名，萬曆二年（1574年）登甲戌科進士第二甲第五十七名。官刑部主事。

## 家族
曾祖父孫綸；祖父孫勝；父孫通，曾任典史。母楊氏。永感下。